# بيامشك
بيامشك (بالفارسية: بیامشک) هي قرية تقع في قسم بيزكي الريفي (مقاطعة تشناران) في إيران.